# 丁毓琛
丁毓琛，福建福州府侯官縣（今福建省福州市）人，清朝政治人物、同進士出身。
光緒二年，登進士，分部學習。光緒十年，任刑部主事。